# Zakrzew (powiat radomski)
Zakrzew dawniej też Zakrzów – wieś w Polsce, położona w województwie mazowieckim, w powiecie radomskim. Ma status sołectwa.
Siedziba gminy Zakrzew oraz rzymskokatolickiej parafii św. Jana Chrzciciela.
Prywatna wieś szlachecka Zakrzów, położona była w drugiej połowie XVI wieku w powiecie radomskim województwa sandomierskiego. W latach 1975–1998 miejscowość należała administracyjnie do województwa radomskiego. Przez wieś przebiega trasa  drogi wojewódzkiej nr 740.

## Integralne części wsi
| SIMC    | Nazwa  | Rodzaj     |
| ------- | ------ | ---------- |
| 0642419 | Łaniec | przysiółek |

## Historia
W 1300 roku osada otrzymała prawa magdeburskie. Nazwa Zakrzew oznacza wieś położoną za krzewami. Na początku XV wieku miejscowość była własnością rodziny Zakrzewskich herbu Lewart. W 1417 roku właścicielem wsi był Andrzej, a w 1440 roku Gustachy Dersław i Andrzej, bracia herbu Lewart. Z biegiem czasu wieś posiadała rodzina Tynieckich, a później Podlodowskich. W końcu XVI wieku Podlodowscy, po przyjęciu kalwinizmu, przekształcili kościoły na zbory.
W Zakrzewie znajduje się kościół pod wezwaniem świętego Jana Chrzciciela, fundowany w 1417 roku przez Andrzeja z Zakrzewa herbu Lewart. Około połowy wieku XVI, za czasów Jana Podlodowskiego z Przytyka, znajdował się w rękach kalwińskich.
Pod koniec XIX w. dobra zakrzewskie nabył Jan Herniczek. Zakrzew pozostawał w posiadaniu rodziny Herniczków  do reformy rolnej w 1945 r.

## Urodzeni w Zakrzewie
- Jerzy Herniczek – dziennikarz, działacz społeczno-polityczny